# مدیریت نادانی
مدیریتِ نادانی یا مدیریتِ ناآگاهی گونه‌ای مدیریتِ دانش در سازمان‌ها است و ما را به درکِ مفهومِ ناآگاهی در یک سازمان هدایت می‌کند.

## توصیف
مفهومِ مدیریتِ ناآگاهی از سوی جان اسرایلیدیس، راسل لاک و لوییس کوک از دانشگاهِ لوییبرو اینگونه توصیف شد:
مدیریتِ ناآگاهی به روندِ کاوش، جستجو، یافتن و فهمِ ناآگاهی و مدیریتِ آن در بیرون و درونِ سازمان از راهِ فرایندی مدیریتی و مناسب برای درکِ خواسته‌های کنونی و آیندهٔ سازمان، طراحیِ سیاست‌های بهتر و دستیابی به اهدافِ سازمانی و حفظِ مزیت رقابتی است.

## مدیریت دانش
مدیریت دانش، رویکردی یکپارچه به شناسایی، کسب و استخراج، بازیابی، ارزیابی، تسهیم و خلق کلیه منابع دانش سازمان است به گونه‌ای که سازمان را در جهت دستیابی به اهداف سازمانی کمک نماید. هدف مدیریت دانش برقراری ارتباط بین خبرگان و افراد مجرب سازمان با افرادی است که نیاز به دانش خاصی را دارند. ایجاد چنین ارتباطی به کمک فرایندها و ابزارهای مدیریت دانش تسهیل می‌گردد. موفقیت در زمینهٔ مدیریت دانش نیازمند ایجاد یک محیط جدید کاری می‌باشد، که دانش و تجربه بتوانند به راحتی تسهیم شوند.